# Eugen Meyer (Ingenieur)

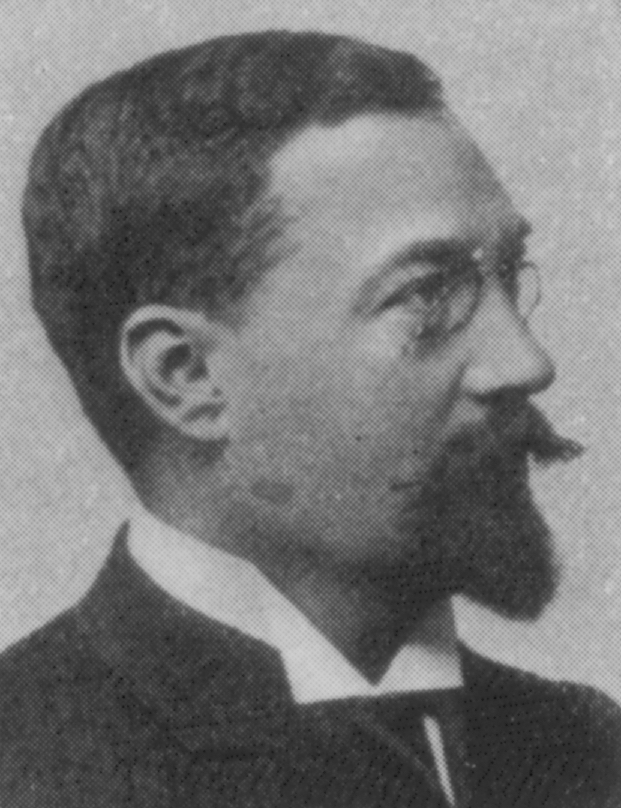
Eugen Meyer

Eugen Erwin Meyer (* 14. Mai 1868 in Stuttgart-Berg; † 31. Dezember 1930 in Stuttgart) war ein deutscher Ingenieur.

## Leben
Meyer war 1891 Konstrukteur bei der Duisburger Maschinenbau-AG und anschließend bei der Berlin-Anhaltischen Maschinenbau-AG in Dessau. Von 1892 bis 1893 arbeitete er als Assistent und später als Privatdozent an der Polytechnischen Schule in Zürich, bevor er 1896 an die TH Hannover ging. 1897 wurde ihm das Prädikat Professor verliehen und er baute die Abteilung für angewandte Physik des Physikalischen Instituts der Universität Göttingen mit auf. 1898 wurde er außerordentlicher Professor und Direktor des von ihm mit aufgebauten Instituts. 1900 wurde Meyer etatmäßiger Professor für Mechanik und Vorstand des Festigkeitslaboratoriums an der TH Berlin. 1902 verlieh ihm die Universität Göttingen den Ehrendoktortitel. 1915 erhielt er den Titel Geheimer Regierungsrat und 1930 wurde er zum Ehrenbürger der TH Berlin ernannt. Er war Mitglied des Vereins Deutscher Ingenieure (VDI). Er vertrat den VDI im 1908 gegründeten Ausschuss für Einheiten und Formelgrößen.

## Schriften
- Die Hauptprüfung von Spirituslokomobilen 1902: Prüfungsbericht. Deutsche Landwirtschafts-Gesellschaft. Berlin 1903 (Arbeiten der DLG; 78).
- mit Paul von Lossow u. a.: Neuere Literatur über den Diesel-Motor. Schade, Berlin 1903.
- mit Adolf Pfarr und Carl von Bach: Versuche an Spiritusmotoren und am Diesel-Motor. Julius Springer, Berlin 1904 (Mitteilungen über Forschungsarbeiten auf dem Gebiete des Ingenieurwesens, insbesondere aus den Laboratorien der technischen Hochschulen; 17).
- mit Alfred Kürth: Untersuchungen über Härteprüfung und Härte. Julius Springer, Berlin 1909 (Mitteilungen über Forschungsarbeiten auf dem Gebiete des Ingenieurwesens, insbesondere aus den Laboratorien der technischen Hochschulen; 65 und 66).
- Wirklichkeitsblinde in Wissenschaft und Technik: Abwehr der unter diesem Titel erschienenen Streitschrift von A. Riedler und der Streitschrift „Theorie und Wirklichkeit bei Triebwerken und Bremsen“ von St. Löffler. Springer, Berlin 1920.